# Star of the North
Star of the North è un cortometraggio muto del 1914 diretto da Jay Hunt.

## Produzione
Il film fu prodotto dalla Domino Film Company.

## Distribuzione
Distribuito dalla Mutual, il film - un cortometraggio in due bobine - uscì nelle sale statunitensi il 16 luglio 1914.